# هودغ وركمان
هودغ وركمان (بالإنجليزية: Hoge Workman) هو لاعب كرة قدم أمريكية أمريكي، ولد في 25 سبتمبر 1899 في هنغتينغتون في الولايات المتحدة، وتوفي في 20 مايو 1972 في فورت مايرز في الولايات المتحدة.

## وصلات خارجية
- هودغ وركمان على موقعبيزبول رفرنس.كوم (الدوري الرئيسي) (الإنجليزية)
- هودغ وركمان على موقعبيزبول رفرنس.كوم (الدوري الثانوي) (الإنجليزية)